# Signe Eklöf
Signe Alina Eklöf, född Rydberg 10 mars 1881 i Stockholm, död 27 juni 1972 i Täby, var en svensk skådespelare och opera- och operettsångerska.
Eklöf var engagerad som operettsångerska på Stora Teatern i Göteborg. Hon gjorde sin enda huvudroll på film i Trollebokungen. Hon gifte sig 1909 med skådespelaren Johan Eklöf (1875–1948) och blev då svägerska med operettsångerskan Sigrid Eklöf-Trobäck (1873–1948).

## Filmografi
- 1924 – Trollebokungen
- 1949 – Bara en mor

## Teater

### Roller (ej komplett)
| År   | Roll                 | Produktion                                                                                        | Regi                 | Teater                  |
| ---- | -------------------- | ------------------------------------------------------------------------------------------------- | -------------------- | ----------------------- |
| 1920 | Olga Labinska        | Dollarprinsessan (Die Dollarprinzessin) Leo Fall, A. M. Willner och Fritz Grünbaum                |                      | Stora Teatern           |
| 1922 |                      | Två man om en änka (Der Regementspapa) Victor Hollaender, Heinrich Storbitzer och Richard Kessler | Sigrid Eklöf-Trobäck | Centraloperetten        |
| 1936 | Dorthe, Reginas amma | Regina von Emmeritz Zacharias Topelius                                                            | Ernst Eklund         | Skansens friluftsteater |